# Setra Série 200
 (août 2016).
Si vous disposez d'ouvrages ou d'articles de référence ou si vous connaissez des sites web de qualité traitant du thème abordé ici, merci de compléter l'article en donnant les références utiles à sa vérifiabilité et en les liant à la section « Notes et références ».
La Série 200 est une série de plusieurs autobus et autocars de la marque allemande Setra. Elle fut produite entre 1976 à 1995.
Cette série intègre des autobus urbains, autocars interurbains et tourisme.

## Historique

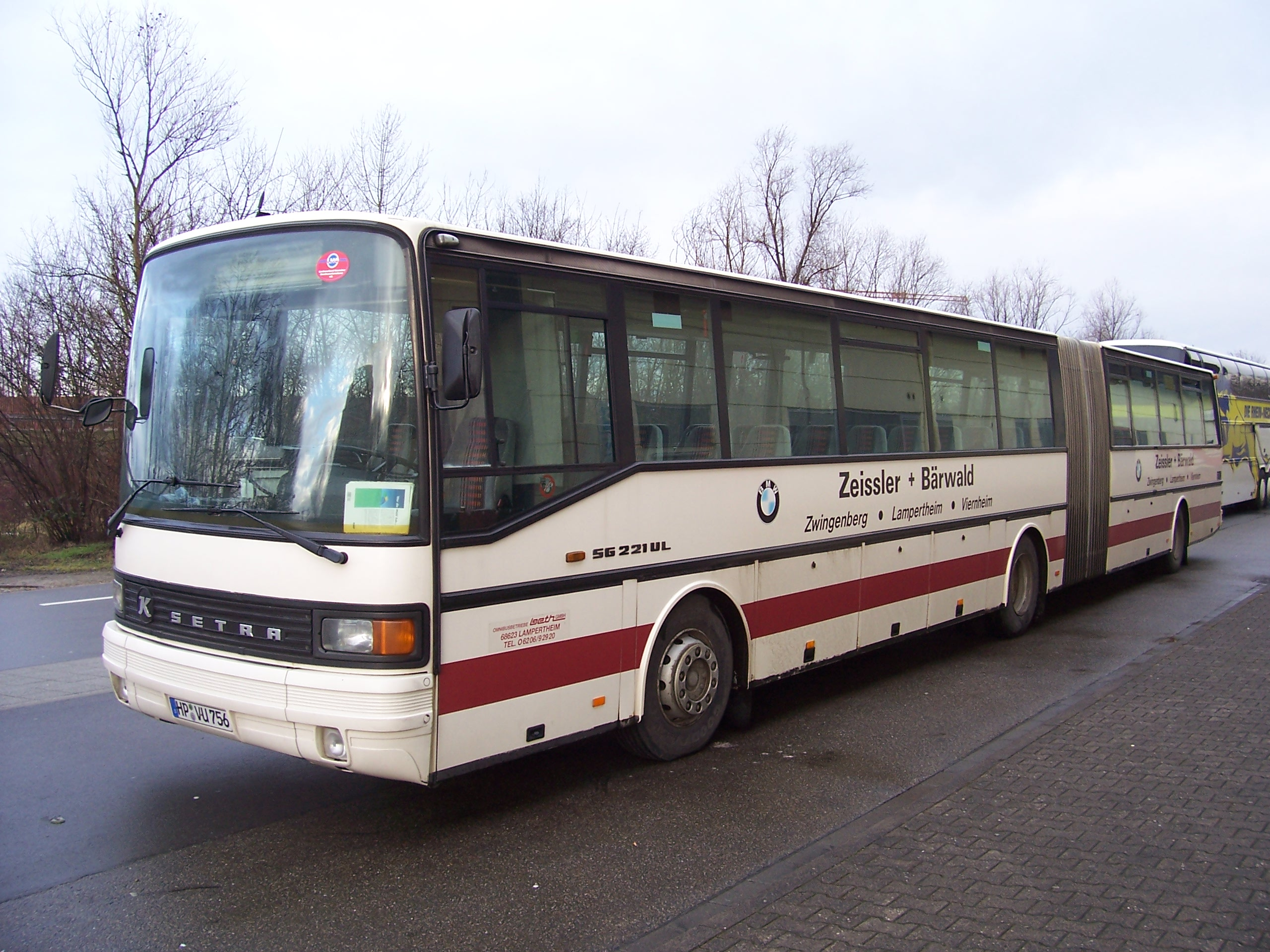
Setra SG 221 UL

## Les véhicules

### Modèles

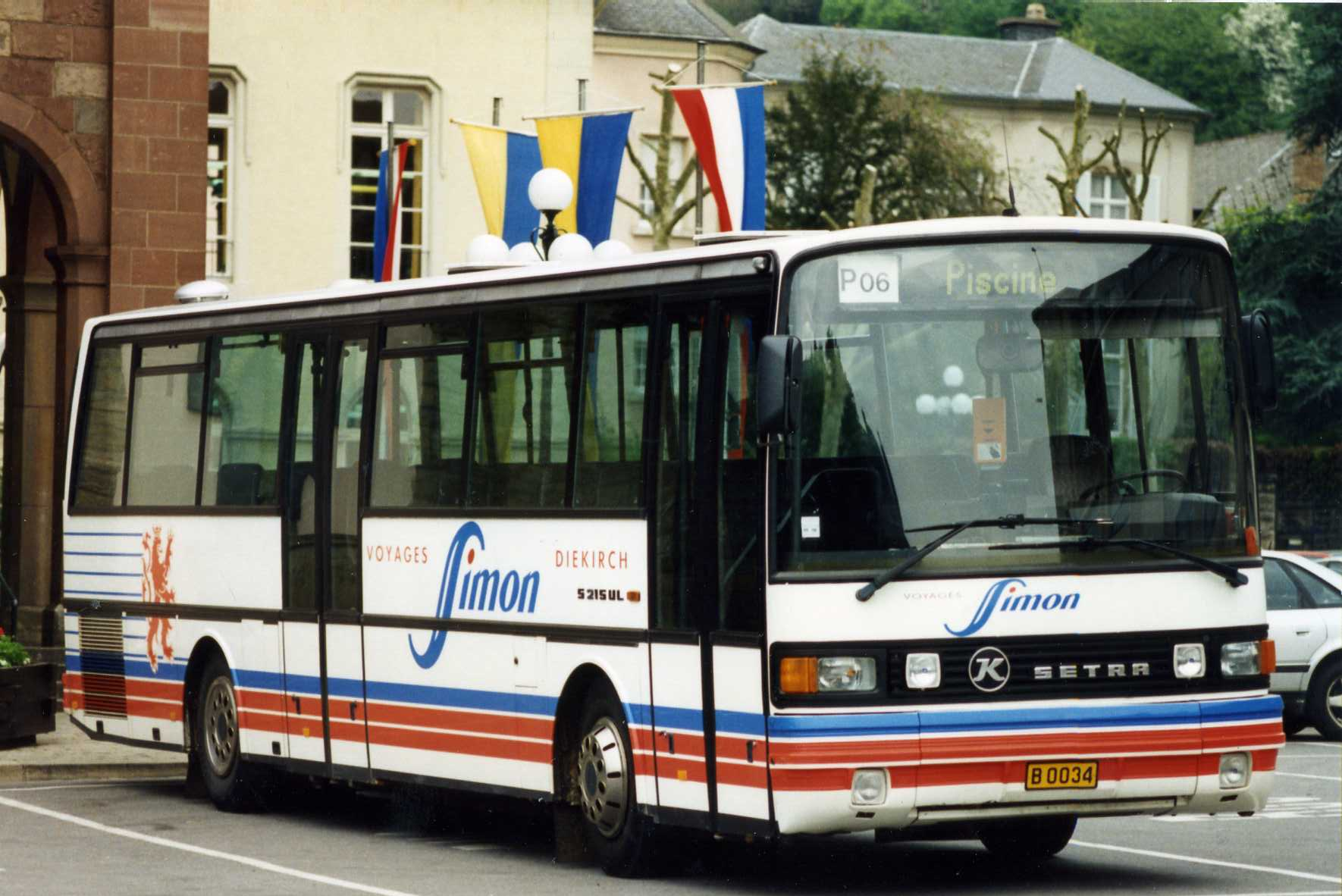
Setra S 215 UL

#### Ligne
- S 213 HUL
- S 213 RL
- S 213 UL (construit pour la Poste Suisse et pour l'armée fédérale allemande)
- S 215 HUL
- S 215 NR
- S 215 RL
- S 215 SL
- S 215 UL
- S 217 NR
- SG 219 SL
- SG 220 UL (3 exemplaires)
- SG 221 UL

#### Tourisme
- S 200
- S 208 H
- S 208 HM
- S 208 HMU
- S 208 HU
- S 209 H
- S 209 HM
- S 209 HMU
- S 209 HU
- S 210 H
- S 210 HD
- S 210 HI
- S 210 HM
- S 210 HMU
- S 210 HU
- S 211 H
- S 211 HD
- S 211 HDI
- S 211 HDU
- S 211 HI
- S 211 HM
- S 211 HMU
- S 211 HU
- S 212 H
- S 212 HM
- S 212 HMU
- S 212 HU
- S 212 HD
- S 213 H
- S 213 HD
- S 213 HDU
- S 213 HI
- S 213 HM

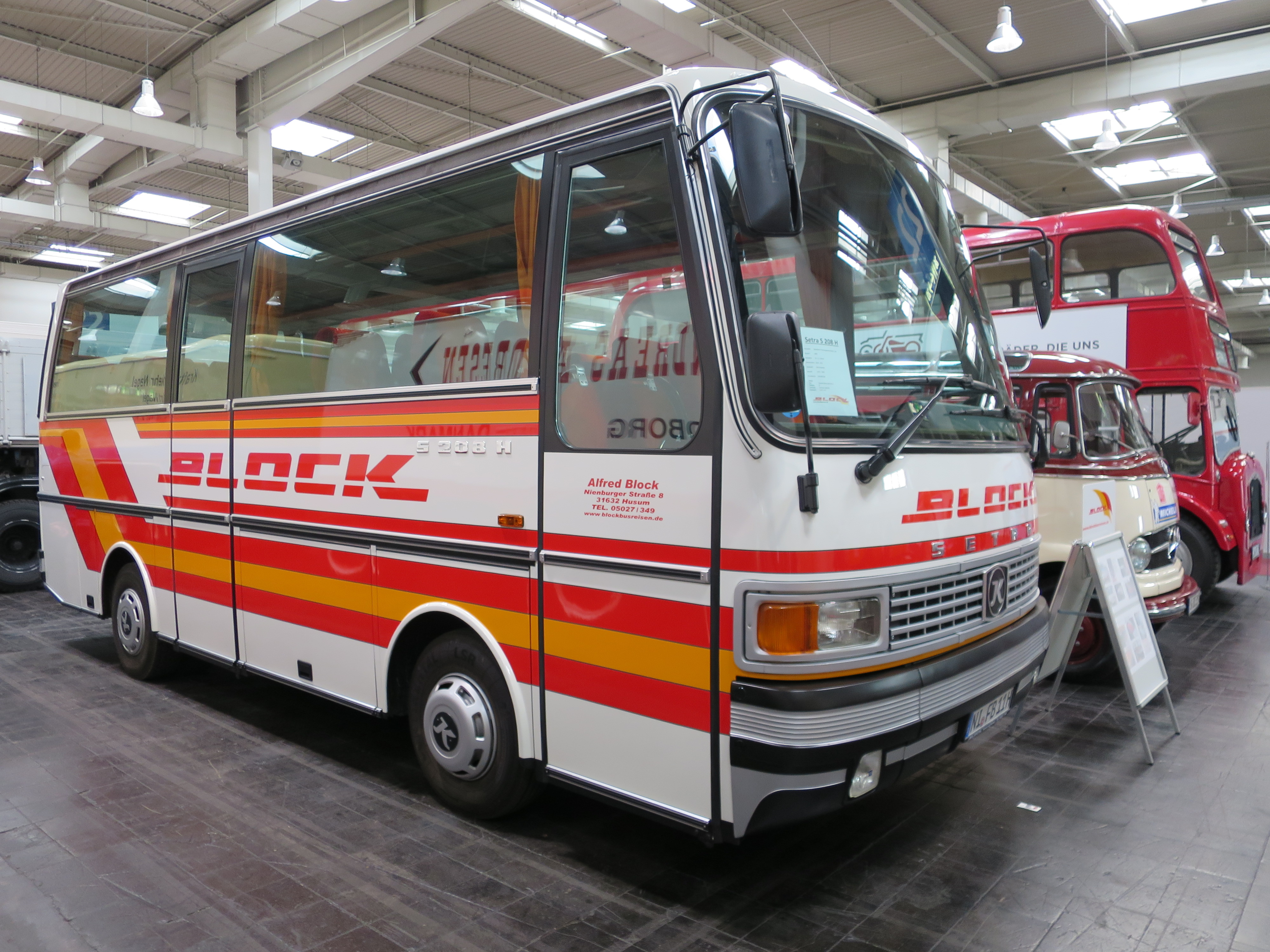
Setra S 208 H

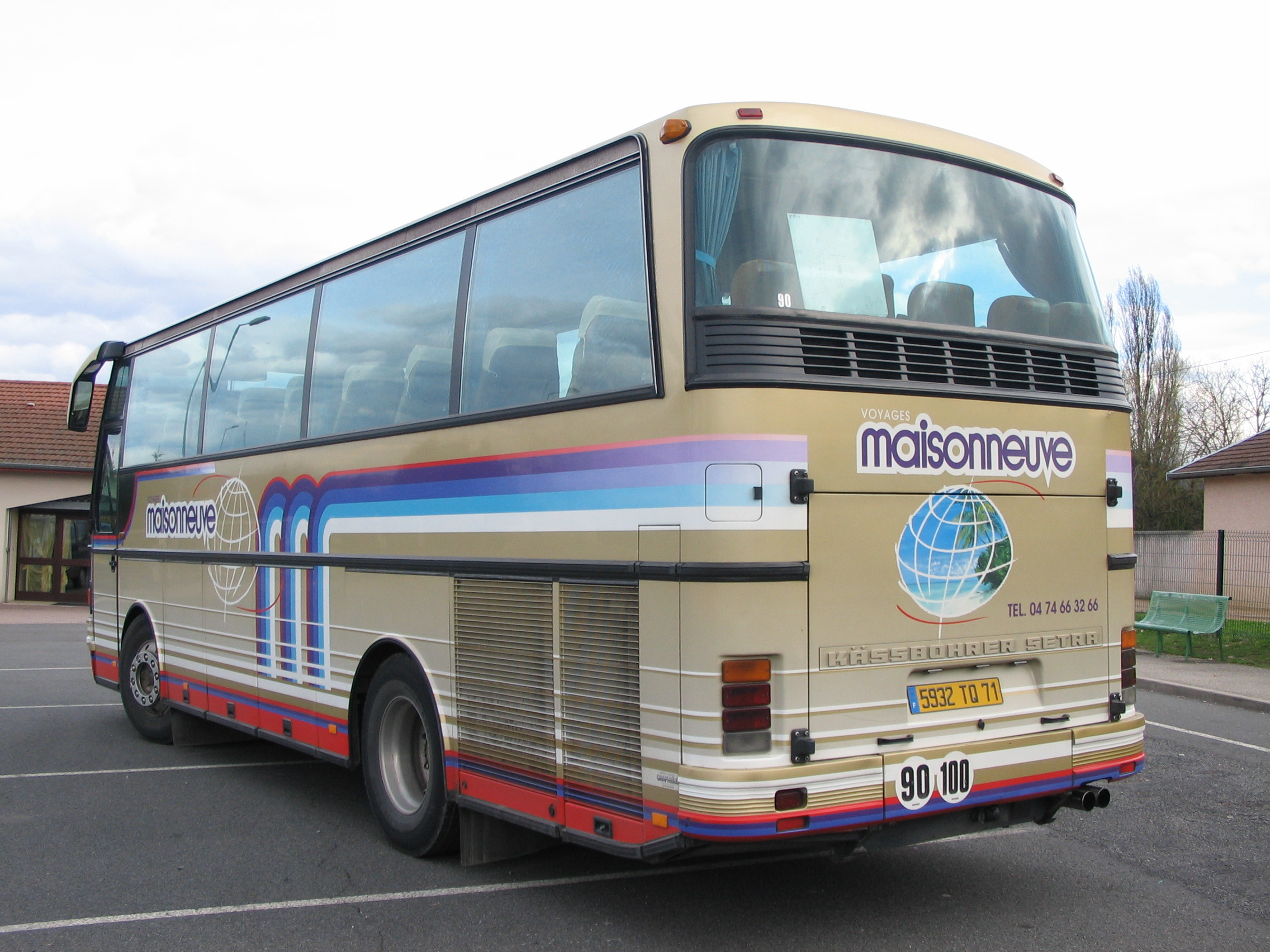
Setra S 210 HD

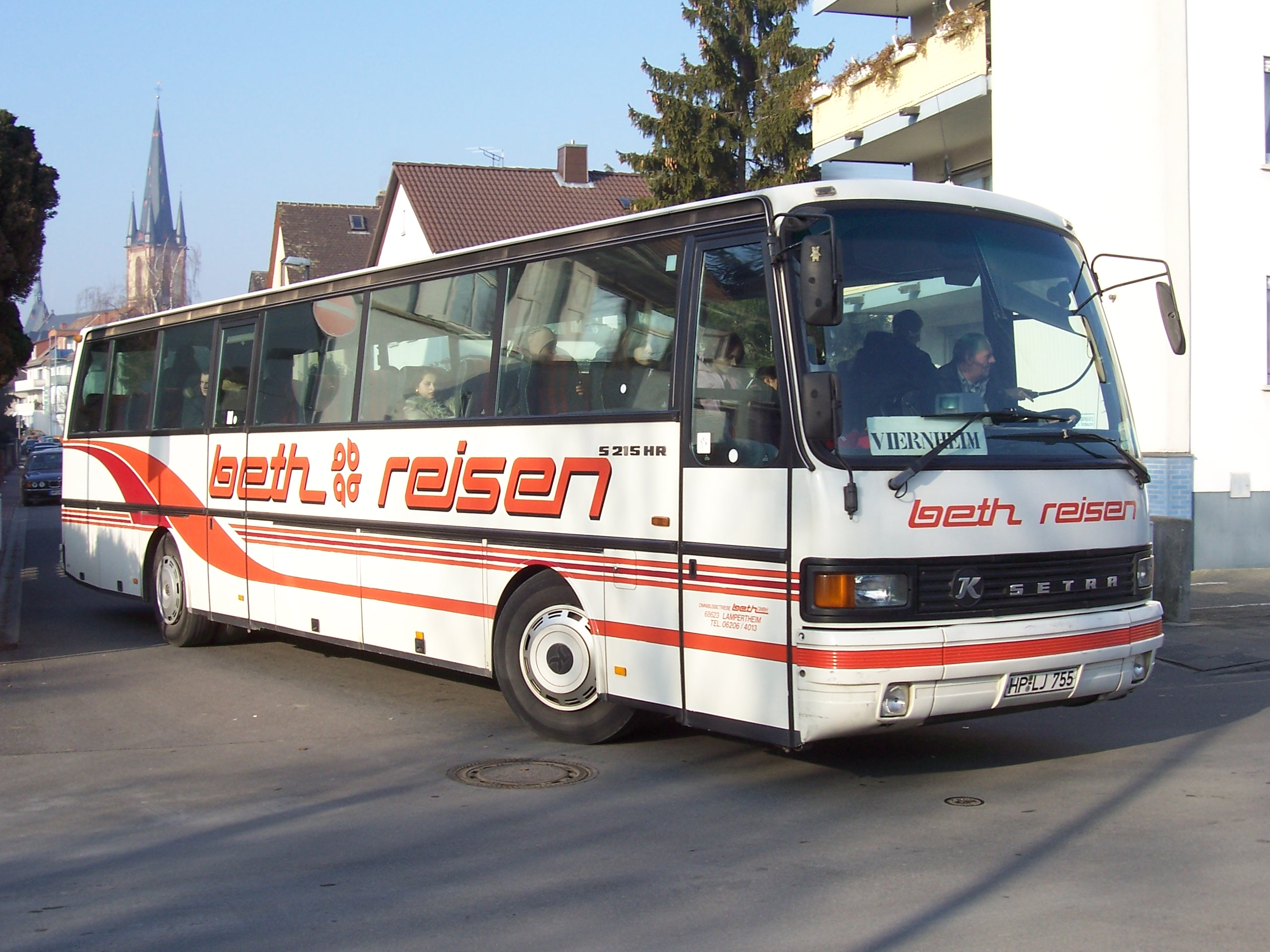
Setra S 215 HR

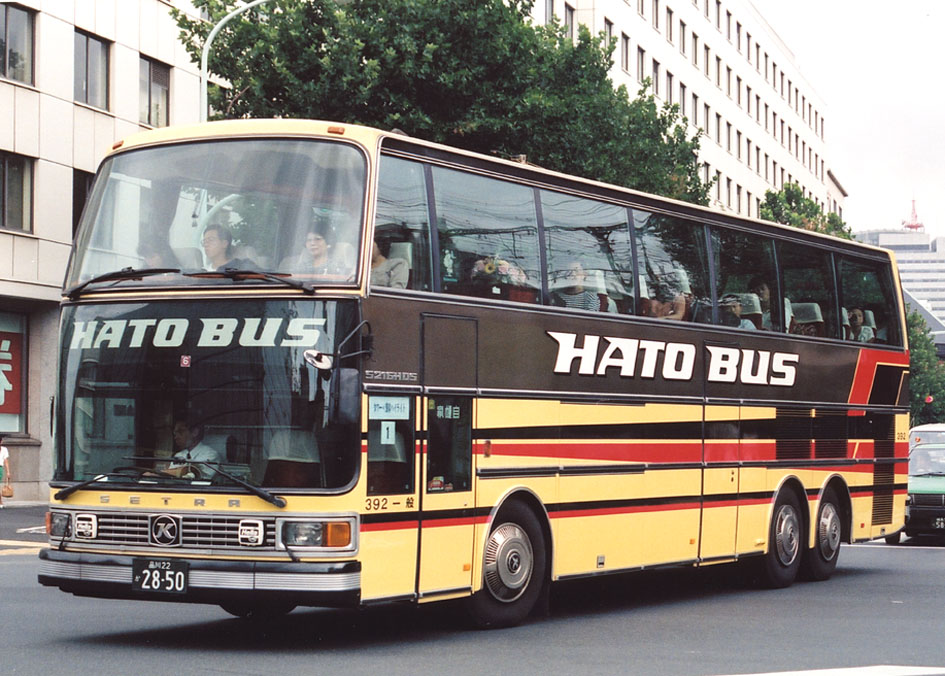
Setra S 216 HDS

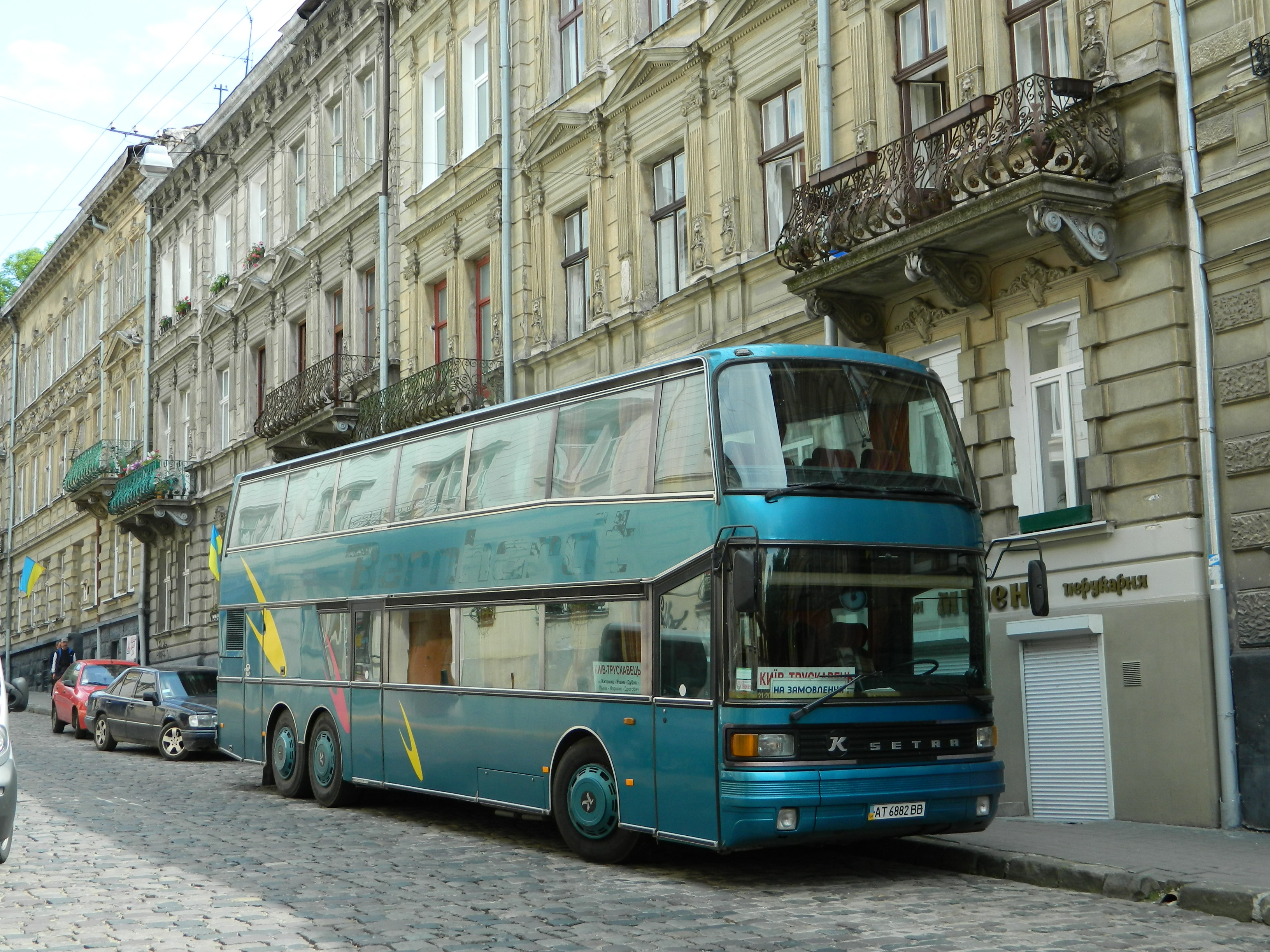
Setra S 215 DD

- S 213 HMA (Largeur réduite à 2 400 mm / A="Alpin")
- S 213 HMI
- S 213 HMU
- S 213 HR
- S 213 HRI-GT
- S 214 H
- S 214 HD
- S 214 HDI
- S 214 HDU
- S 215 H
- S 215 HD
- S 215 HDH
- S 215 HDH-2
- S 215 HDH-3
- S 215 HDI
- S 215 HDS
- S 215 HDU
- S 215 HI
- S 215 HM
- S 215 HMI
- S 215 HMU
- S 215 HR
- S 215 HR-GT
- S 215 HRI
- S 215 HRI-GT
- S 215 HU
- S 216 HDS
- S 216 HDSI
- S 217 HDH
- S 221 HDS (articulé)
- S 228 DT
- S 228 DTI
- S 250 SPÉCIAL
- SG 221 HDS